# 奧津基區
51°12′N 49°42′E / 51.200°N 49.700°E
奧津基區（俄语：Озинский район），是俄羅斯的一個區，位於該國西南部，由薩拉托夫州負責管轄，面積4,100平方公里，2010年人口19,147，人口密度每平方公里4.67人。